# Aziza Bennani
Pour les articles homonymes, voir Bennani.
Aziza Bennani, née en 1943 à Rabat, est une femme politique marocaine. Elle est secrétaire d'État auprès du ministre de l'Enseignement supérieur et de la Recherche scientifique, chargée de la Culture dans le gouvernement Filali III de 1997 à 1998.

## Biographie
Aziza Bennani est docteur en lettres d'universités au Maroc et en France. Elle est, à partir de 1998, ambassadrice permanente du Maroc auprès de l'Organisation des Nations unies pour l'éducation, la science et la culture (UNESCO). En 2001, elle est élue présidente du conseil exécutif de l'UNESCO.

## Décorations
Elle reçoit:
- [Quand ?] le prix Vermeil de l'académie des Arts-Sciences-Lettres à Paris.
- Officier de l'Ordre du Trône (2002)[2]
- Le 21 mars 2006, l'université Lyon-II lui remet l'insigne de docteur honoris causa[3].
- Le 20 mai 2017, l'université de Grenade lui remet l’insigne de docteur honoris causa.

## Écrits
- Aziza Bennani (préface de Juan Goytisolo, illustrations d'Ahmed Ben Yessef), Tetuan, ciudad de todos los misterios, Université de Grenade, 1992.